# L'oasi català
L'oasi català fa referència a les relacions d'avinentesa que es van gestar entre la burgesia catalana per tal d'enfortir la seva economia vers al centralisme de la cort a Madrid al segle xix, i seria degut al periodista Manuel Brunet, i l'evolució fins als nostres dies, on 400 persones dominen una àmplia gamma de centres d'oci d'elit, centres culturals, o econòmics de Catalunya, tals com el Cercle d'Economia, el Círculo Ecuestre, el Futbol Club Barcelona o La Caixa.
Porta el mateix nom el llibre escrit pels periodistes Pere Cullell i Andreu Farràs el 2001 que entrellaça les relacions familiars, escolars i d'estiueig d'una gran part d'aquests "senyors" que podem trobar tant en alts càrrecs del PSUC com del PP.